# Kootenay-Nationalpark
Der Kootenay-Nationalpark (englisch Kootenay National Park of Canada, französisch Parc national du Canada Kootenay) ist ein kanadischer Nationalpark und befindet sich im Südosten von British Columbia. Er umfasst eine Fläche von 1406 km² der kanadischen Rocky Mountains und gehört seit 1984 zum UNESCO-Welterbe, zusammen mit dem Jasper-Nationalpark, dem Banff-Nationalpark und dem Yoho-Nationalpark als Teil der Canadian Rocky Mountain Parks. Er grenzt im Nordwesten an den Yoho-Nationalpark, im Nordosten an den Banff-Nationalpark und im Osten an den Mount Assiniboine Provincial Park. Bei dem Park handelt es sich um ein Schutzgebiet der IUCN-Kategorie II (Nationalpark), welches von Parks Canada, einer Crown Agency (Bundesbehörde), verwaltet wird.

## Geographie
Der Highway 93, der sogenannte Kootenay Parkway, durchquert den Park auf 94 Kilometer Länge. Der Highway erreicht den Park über den 1651 Meter hohen Vermilion Pass, folgt dem Lauf des Vermilion und des Kootenay Rivers und führt über den 1486 Meter hohen Sinclair Pass und durch das Iron Gate nach Radium Hot Springs. Das Haupttal wird im Osten von der Mitchell Range begrenzt, im Westen ragen die Kalkberge der Vermilion Range und der Brisco Range auf und begrenzen den Park zum Columbia River. Der höchste Berg im Park ist der 3424 m hohe Deltaform Mountain, die tiefste Stelle im Park liegt auf 918 Metern.

## Geologie
Die Bergketten im Parkgebiet bestehen aus aufgefalteten Sedimentgesteinen, die durch Erosion aus Wind, Eis und Wasser geformt wurden. Die umgekippte Faltung, die gezackten Bergrücken und gerundeten Bergkämme im südwestlichen Parkgebiet sind typisch für die westlichen Rocky Mountains.
Durch die Lage des Parks an der Bruchlinie des Rocky Mountain Trench treten im Südwesten des Parks heiße Quellen zu Tage, die schwach radioaktiven Radium Hot Springs. Die heißen Quellen sowie der Sinclair Canyon und die Redwall Faults im Südwesten sind bedeutende geologische Erscheinungen. Der  Sinclair Canyon weist  senkrechte, durch oxidiertes Eisen rot gefärbte Wände auf. Durch den Canyon floss einst der Sinclair Creek, der seit 1965 jedoch in einem Betonkanal unterhalb des Highways fließt. Die turmhohen, ebenfalls durch oxidiertes Eisen rot gefärbten Klippen des Redwall Fault sind die besten Beispiele für tektonische Brekzien innerhalb der Nationalparks der kanadischen Rocky Mountains.

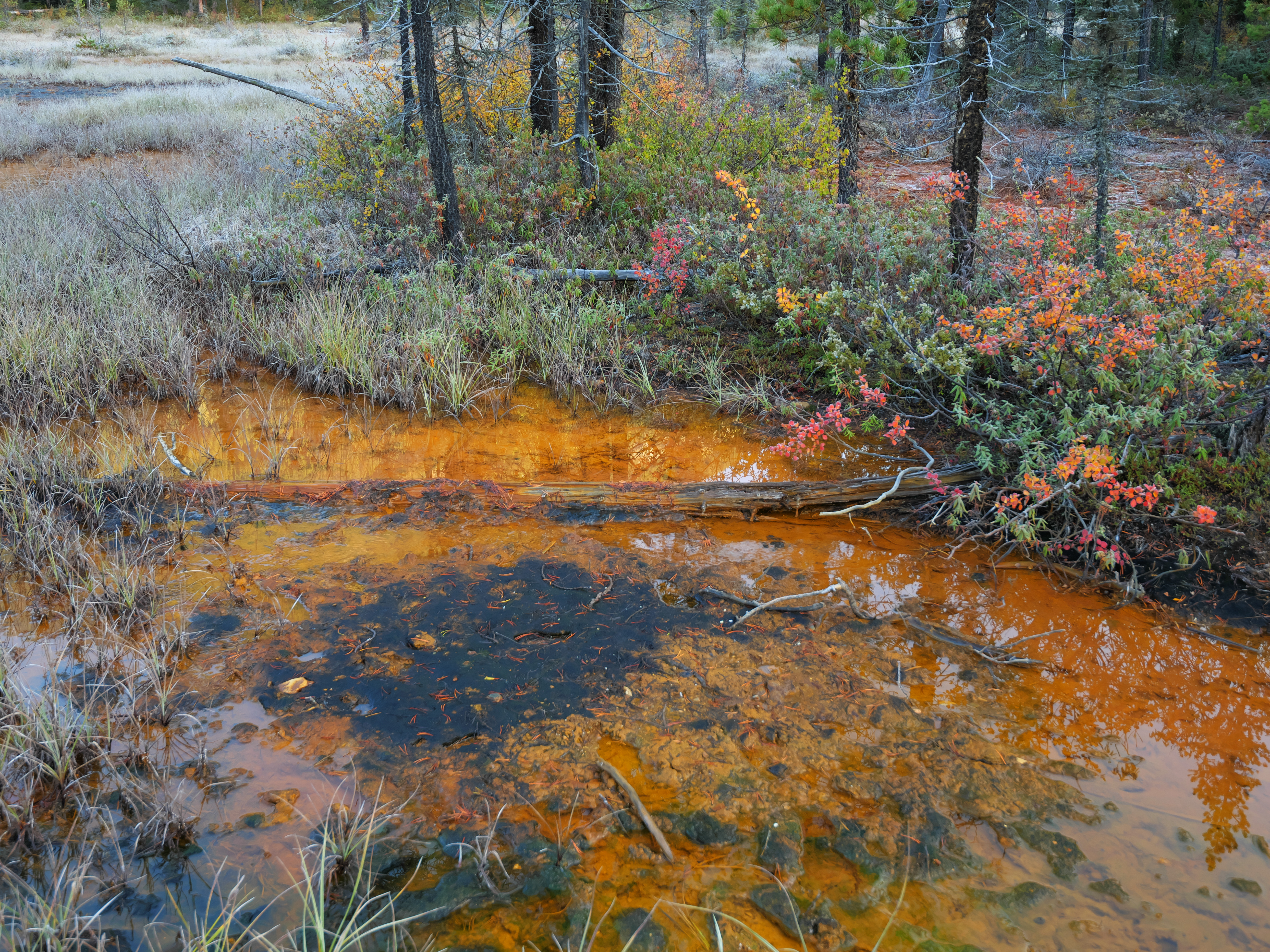
Ockerfarbener Paint Pot im Kootenay-Nationalpark

Im Norden des Parks treten kalte Quellen zu Tage, in deren Wasser ebenfalls Eisen gelöst ist. Diese Paint Pots genannten Mineralquellen bilden tümpelartige Becken, die von braunrotem Ockerschlamm eingefärbt sind. Die Paint Pots sind nicht nur geologisch interessant, sondern durch ihre Nutzung durch die First Nations auch von historischer und kultureller Bedeutung.
Der Marble Canyon im Norden des Parks ist ein ausgezeichnetes Beispiel für eine Landschaft, die durch die Erosionskräfte von Gletschern und Flüssen geschaffen wurde. Das Gestein des Canyons besteht aus Kalkstein und Dolomit, welches durch seine weiße Farbe Marmor ähnelt.

## Klima
Durch seine geographische Lage ist das Klima des Parks sehr unterschiedlich. Im Norden des Parks fallen an der kontinentalen Wasserscheide 1250 Millimeter jährlicher Niederschlag, im Südwesten des Parks, im Regenschatten der Purcell Mountains, nur 350 Millimeter. In den tieferen Lagen herrscht hier ein semiarides Klima, während im Norden des Parks ein kühleres, feuchtes Klima vorherrscht. Die Durchschnittstemperaturen im Tal des Kootenay River liegen im Winter bei −7 °C, die Durchschnittswerte im Juli liegen bei 22 °C.

## Flora und Fauna
Der Park repräsentiert die südwestliche Region der kanadischen Rocky Mountains, einer Region mit unterschiedlichen Landschaften und Ökosystemen.
Durch die Höhendifferenz kommen im Park drei verschiedene Ökosysteme vor: Über der Baumgrenze in 1800 Metern Höhe besteht die Vegetation aus einer alpinen Tundra, von 1800 bis 1300 Metern Höhe sind subalpine Wiesen und Bergwälder vorherrschend, während das weite, relativ warme und trockene Haupttal des Kootenay River fast vollständig bewaldet ist. Der Wald im Norden des Tals besteht wegen der höheren Niederschläge aus Mischwald aus Engelmann-Fichten und Felsengebirgstannen, während im südlichen Parkteil die Wälder aus Douglasien bestehen. In der südwestlichen Region ist der Wald nicht mehr geschlossen. Hier wachsen Gelb-Kiefern und auf sandigen Stellen Zerbrechliche Ohrenkakteen, eine Opuntienart.
Mehrere Waldbrände zerstörten große Parkgebiete, so wurden 1926 im Tal des Vermilion River mehr als 6.000 Hektar durch Feuer zerstört, 1968 verwüstete ein Feuer am Vermilion Pass 2.500 Hektar. 2001 wütete ein Feuer am Mount Shank, 2003 am Tokumm Creek und am Verendry Creek. Inzwischen ist die ökologische Bedeutung der Waldbrände erkannt worden; das Feuer von 1968 am Vermilion Pass gilt als einer der am besten erforschten Waldbrände der Rocky Mountains.
Durch die unterschiedlichen Ökosysteme kommen im Park über 990 Pflanzenarten, zahlreiche Großsäugetiere und 195 Vogelarten vor. Wegen der geringen Schneemengen im Winter leben im Südteil des Parks ganzjährig Elche, Weißwedel- und Maultierhirsche, Wapitis und Dickhornschafe. Weitere Säugetiere sind Grizzly- und Schwarzbären, Wölfe, Kojoten, Pumas, Rotluchse und Vielfraße. Schneeziegen sind das Wildtier-Symbol des Parks, am Mount Wardle lebt ganzjährig eine große Population.
Durch den Bau des Grand Coulee-Staudamms im US-Bundesstaat Washington war Lachs ab 1933 aus den Flüssen im Park verschwunden. 1983 wurde laichender Rotlachs im Kootenay River entdeckt, der aus dem Lake Koocanusa aus dem US-Bundesstaat Montana stromaufwärts gewandert war.

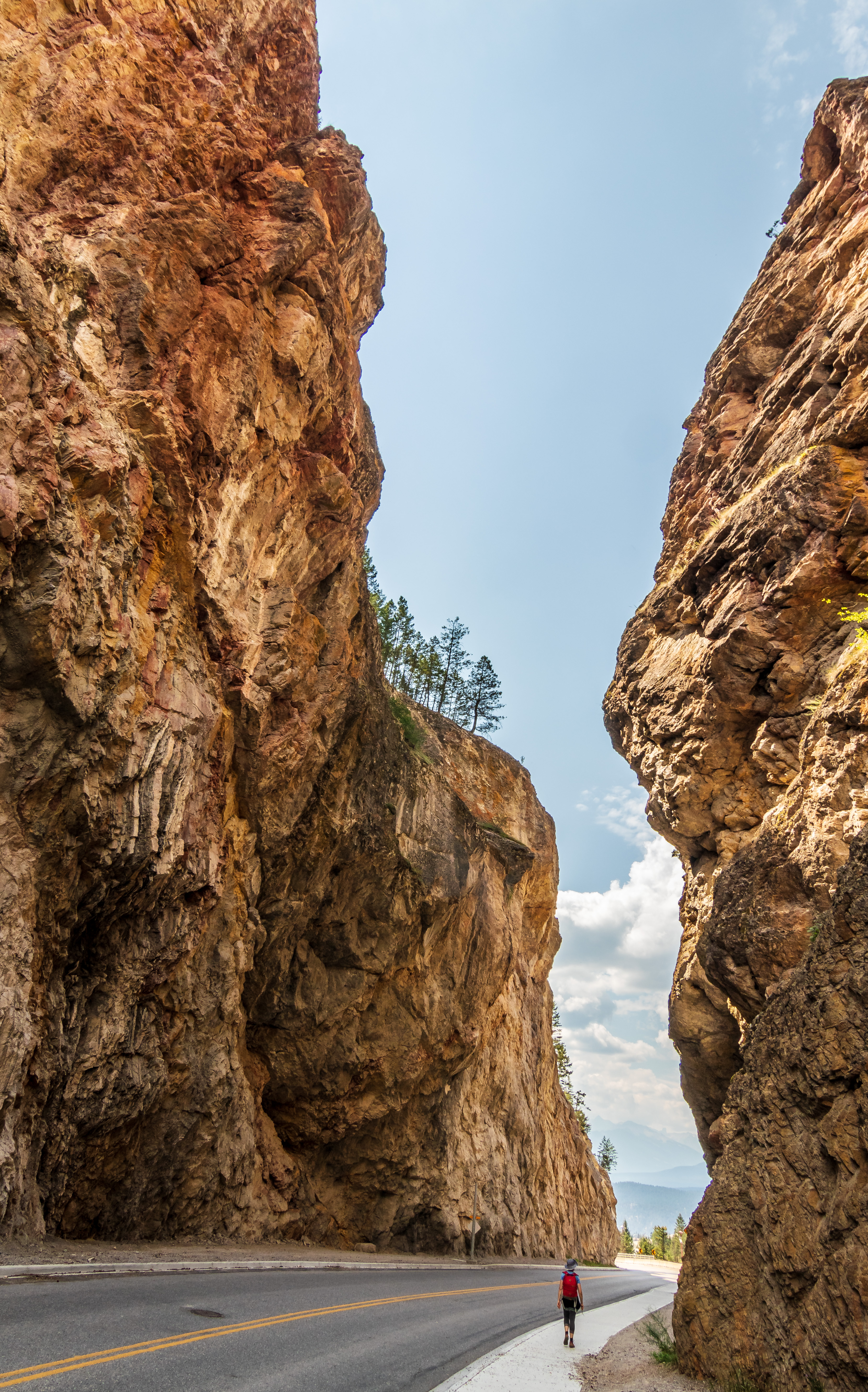
Kootenay Parkway am südlichen Parkeingang

## Geschichte
Das Gebiet des Parks wurde bereits seit 10.000 Jahren von den Ktunaxa (Kootenay) and Kinbasket (Shuswap) First Nations als Jagdgebiet genutzt. Die heißen Quellen von Radium Hot Springs waren den Ureinwohnern schon bekannt, und die Paint Pots waren für die First Nations ein heiliger Ort, an dem sie aus dem Ockerschlamm Farbstoff zum Färben der Stoffe oder zur Kriegsbemalung gewannen. Der erste, namentlich bekannte Weiße in dem Gebiet war der Gouverneur der Hudson’s Bay Company George Simpson auf seiner Weltreise 1841.
Ab 1912 wurde der Bau einer ersten Autostraße von Calgary nach Windermere über die kanadischen Rocky Mountains geplant. Da die Provinz British Columbia die Baukosten nicht übernehmen konnte, wurde 1919 eine Vereinbarung zwischen der Provinz und der Bundesregierung geschlossen, in der die Bundesregierung den Bau des Highways übernahm. Im Gegenzug stellte die Provinz acht Kilometer Land auf beiden Seiten entlang der Straße als Nationalpark zur Verfügung. Der Park wurde am 21. April 1920 als Kootenay Dominion Park gegründet, der Highway wurde 1923 eröffnet. Der Name des Parks geht auf den im Park entspringenden Kootenay River zurück. 1923 wurden bei Radium Hot Springs die ersten Gebäude für die Parkverwaltung gebaut, im selben Jahr eröffnete die Canadian Pacific Railroad das Vermilion River Camp, die heutige Kootenay Park Lodge. Mit dem National Park Act von 1930 wurde der Park in Kootenay-Nationalpark umbenannt. Seit 1985 gehört der Park zusammen mit den Nationalparks Jasper, Banff und Yoho zum Weltnaturerbe der UNESCO.
Anfang 2014 wurde die Entdeckung einer Fundstelle von Fossilien aus dem Kambrium im Kootenay-Nationalpark, südlich der bisher bekannten Fundstelle bei Fields im Yoho-Nationalpark, bekannt. In einer nur 15 Tage dauernden Ausgrabung eines Teams des Royal Ontario Museum und verschiedener Universitäten wurden am neuen Fundort aus dem Burgess-Schiefer die Fossilien von 50 Tierarten ausgegraben. Dabei ist bei der von Arthropoden dominierten Ansammlung die hohe Dichte und Vielfalt an Fossilien mit weichem Körper sowie der große Anteil an neuen Arten bemerkenswert.

## Tourismus
Jährlich besuchen mehr als neun Millionen Menschen die sieben Nationalparks der Region, wobei dieser südwestlich gelegene Park mit rund einer halben Millionen Besuchern mit am wenigsten verkraften muss.

### Touristische Einrichtungen
Der Park verfügt über zwei Besucherzentren in Radium Hot Springs und in der Kootenay Park Lodge am Vermilion Crossing, die saisonal geöffnet sind. Im Park liegen vier Campingplätze, entlang des Parkways befinden sich zahlreiche Picknickplätze mit Sanitäranlagen. Durch den Park führen mehr als 200 Kilometer Wanderwege. Der 54 Kilometer lange Rockwall Trail beginnt bei den Paint Pots und führt über die Vermilion Range zum Rockwall Pass, um über den Ottertail Trail wieder zum Parkway hinabzusteigen. Innerhalb der Parkgrenzen liegt auch noch das Thermalbad von Radium Hot Springs.